# تانیا لاورنس
تانیا لاورنس (انگلیسی: Tayna Lawrence؛ زادهٔ ۱۷ سپتامبر ۱۹۷۵) دونده اهل جامائیکا است.
وی در مسابقات کشوری و بین‌المللی در مجموع برندهٔ ۱ مدال طلا، ۲ مدال نقره شده‌است.